# Дэйн, Патриция
Патриция Дэйн (англ.  Patricia Dane), имя при рождении Тельма Патриция Энн Пиппинс (англ.  Thelma Patricia Ann Pippins; 4 августа 1919 года — 5 июня 1995 года) — американская актриса кино 1940—1950-х годов.
За время своей карьеры Дэйн сыграла в таких фильмах, как «Джонни Игер» (1941), «Убийство на Центральном вокзале» (1942), «Где-нибудь я найду тебя» (1942), «Рио-Рита» (1942), «Северо-западные рейнджеры» (1942), «Я сделал это» (1943), «Дорога на Бали» (1952) и «Тем тяжелее падение» (1956).

## Ранние годы жизни и начало карьеры
Патриция Дэйн родилась 4 августа 1919 года в Блаунстауне (по другим сведениям — в Джэксонвилле), штат Флорида, её имя при рождении Тельма Патриция Энн Пиппинс или Пиппен). Вскоре после рождения Тельмы умер её отец, и воспитанием девочки занялись родители её матери. После того, как мать повторно вышла замуж, Тельма вернулась к ней, после чего росла во Флориде под фамилией отчима — Тельма Бёрнс (англ. Thelma Byrnes).
Когда ей было 18 лет, в Джэксонвилле на неё обратил внимание миллиардер и кинопродюсер Говард Хьюз, и Тельма отправилась в Голливуд. Хьюз подписал с ней контракт, и она получила новое имя — Патриция Дэйн. Однако из-за частых опозданий на студию её вскоре уволили. Она вернулась на Восточное побережье, где поступила в Университет Алабамы, отучившись там почти три года, однако диплом не получила. По другим сведениям, в 1938 году после непродолжительной учёбы в Университете Алабамы, Дэйн отправилась в Нью-Йорк с намерением стать дизайнером моды, где, по словам историка кино Гэри Брамбурга, «её красота и тёмные глаза естественным образом привели её к работе модели». Вскоре благодаря своей красоте и темпераменту она стала популярной личностью в светских кругах Нью-Йорка.
В 1941 году она снова приехала в Голливуд, рассчитывая сделать карьеру. Не имя актёрского опыта, она «сделала ставку на свои каштановые волосы и лучезарные тёмные глаза».

## Карьера в кинематографе
В 1941 году Дэйн сыграла эпизодические роли без указания в титрах в двух фильмах — скромной трогательной мелодраме «Я буду тебя ждать» (1941) и в кинофеерии «Девушка Зигфелда» (1941), после чего подписала контракт со студией Metro-Goldwyn-Mayer. В какой-то момент MGM хотела дать ей имя Сандра Шервуд, а босс студии Луис Б. Майер хотел сделать из неё новую Джин Харлоу, только с тёмными волосами.
Дэйн предоставился отличный шанс показать себя в романтической комедии с Микки Руни «Жизнь начинается для Энди Харди» (1941), сыграв роль соблазнительной «волчицы» Дженнитт Хикс, в которую влюбляется Энди (Руни), однако хорошая девушка (Джуди Гарленд) открывает ему глаза на алчную сущность Дженнитт. По словам историка кино Стеллы Стар, Дэйн «привнесла в фильм столь необходимую остроту, то, чего не хватало всем сладким, милым и стильным подружкам Энди Харди, и её очень легко заметить и запомнить в море типичных „хороших девушек“». В фильме нуар «Джонни Игер» (1941) Дейн сыграла небольшую роль подружки гангстера (Роберт Тейлор). По мнению Стар, для неё это был «великолепный фильм, и её жесткий стиль отлично подошёл к её роли».
В музыкальной комедии «Рио-Рита» (1942) Эбботт и Костелло противостоят банде немецких шпионов, среди них Люсетт Брансвик (Дэйн), которая должна соблазнить хорошего парня, исполнителя латинских песен, чтобы он передал по радио секретное послание. По мнению Стар, фильм «не самый глупый, а Эбботт и Костелло со своим обычным юмором делают его вполне достойным». 
В том же году в детективе «Убийство на Центральном вокзале» (1942) Дэйн сыграла одну из главных ролей непостоянной и бессердечной театральной звезды, которую запугивают, а затем убивают в железнодорожном вагоне её жених. После выхода фильма на экраны обозреватель «Нью-Йорк Таймс» Босли Краузер дал ему сдержанно-положительную оценку, отметив, что эта «недорогая и стремительная детективная комедия от шикарного киноателье Metro-Goldwyn-Mayer представляет собой не более чем часовой допрос не менее чем десяти подозреваемых, которые могли убить актрису. Алиби и свидетельские показания представлены с помощью традиционных флэшбеков, а действие в значительной степени оживляется лишь острыми словесными перепалками между туповатым полицейским детективом в исполнении Сэма Левина и вкрадчивым, но хитроумным детективом-любителем, которого играет Ван Хефлин». Наряду с этими актёрами Краузер отметил также и Дэйн, «достойно сыгравшей жертву убийства». Как полагает Стар, этот фильма показал, что Дэйн «идеально подходили роли крепкой и жёсткой дамы в драматических фильмах».

В том же году Дэйн сыграла небольшую, но заметную роль в романтической мелодраме «Где-нибудь я найду тебя» (1942) с Кларком Гейблом и Ланой Тёрнер в главных ролях. В вестерне «Северо-западные рейнджеры» (1942) она была певицей в ночном клубе, которая оказывается в центре конфликта меду двумя героями. Как пишет Стар, «хотя Дэйн справилась с ролью соблазнительной певицы, фильм в целом провалился». 
 Год спустя вышла музыкальная комедия «Я сделал это» (1943), которая стала «одной из более достойных комедий Реда Скелтона». В этом фильме Дэйн сыграла роль богатой дамы из общества, которая собирается финансировать шоу главного героя
После этого фильма по настоянию мужа, популярного джазового музыканта Томми Дорси, Дэйн на время ушла из кино. В 1945 году, по словам историка кино Джея Стейнберга, Дэйн «по существу совершила карьерное самоубийство, когда резко отчитала одного из крупных боссов MGM. После этого она лишь спорадически появлялась на экране в малозначимых ролях».
В 1948 году после развода с Дорси Дэйн вернулась в кино, но поучала только небольшие роли. Спортивная мелодрама «Джо Палука в безумном бою» (1948) на низкобюджетной студии Monogram Pictures была одним из множества фильмов из серии о боксёре Джо Палуке, которые, по словам Стар, «сегодня могут заинтересовать только самых отчаянных поклонников персонажа, которого играл Джо Кирквуд». В том же году Дэйн снялась в низкобюджетном мюзикле студии Universal Pictures «Ты согласен?» (1948), где сыграла танцовщицу в бродячей актёрской труппе, которой руководство поручает с помощью своих чар выявить намерения нанятого на работу подозрительного сотрудника
В 1951 году Дэйн дебютировала на телевидении в сериале «Театр у камина», а в 1954 году сыграла в одном эпизоде сериале «Одинокий волк» (1954). Она подпортила себе репутацию, когда вместе с актёром Робертом Уокером была арестована за пьяную опасную езду и противодействие аресту. После этого она сыграла только в двух фильмах без указания в титрах. В 1952 году Дэйн появилась в приключенческой комедии с Бобом Хоупом и Бингом Кросби «Дорога на Бали» (1952), а её последним фильмом стал боксёрский фильм нуар «Тем тяжелее падение» (1956), где свою последнюю роль сыграл и Хамфри Богарт.

## Актёрское амплуа и оценка творчества
Как написал Гэри Брамбург, Патриция Дэйн, была «сладострастной брюнеткой, внешне напоминавшей Хэди Ламарр. Красивая актриса второго уровня, она обладала жёстким и скандальным характером, что было хорошо в кадре, но не за ним».
По словам Стар, «Дэйн была статной красавицей с огненным и страстным характером, а также резкими и мрачными чертами, из-за чего её было сложно снимать в типичных голливудских фильмах, где героини являются милыми и чистыми девушками из соседнего двора. Не удивительно, что её карьера оказалась короткой, и она так и не достигла тех высот, которые предполагал её талант». По словам киноведа, хотя Дэйн не имела «никакого актёрского опыта и попала в Голливуд только благодаря своей внешности, у неё был огромный талант, который, к сожалению, был растрачен на (главным образом) незначительные роли в (главным образом) незначительных фильмах. Во многом это связано с её собственным поведением, так что нельзя винить в этом исключительно руководство студий. С самого начала карьеры она имела тягу к алкоголю и имела „собственную позицию“». Кроме того, по мнению Стар, «похоже, руководство студии изначально не рассматривало Дэйн на главные роли в лучших картинах, и она играла главные роли лишь в непрестижных фильмах категории В. Хотя фильмы категории В не всегда были плохими, однако студии часто уделяли им слишком мало внимания».
Хэл Эриксон называет Дэйн «спесивой и статной актрисой», которая «нашла свою нишу в ролях вечной „другой женщины“, подозреваемой или жертвы убийства, а также как украшение комедий с участием Реда Скелтона и Эбботта и Костелло». По словам критика, «хотя её вряд ли можно назвать великой актрисой, Дэйн заняла своё место в сердцах угнетаемых сотрудников киностудии, когда резко отчитала грубого руководителя студии на глазах у актёров и съёмочной группы». В итоге в 1945 году MGM разорвала с ней контракт, и «в дальнейшем Дэйн появлялась только в малых ролях или эпизодах».

## Личная жизнь
В 1938 году Патриция Дэйн впервые вышла замуж за Джулиана Лэнга, с которым развелась в 1939 году. Как отмечает Стар, «Дэйн была красавицей, которую было невозможно не заметить, и после переезда в Голливуд у неё было много именитых ухажёров», среди них композитор и музыкант Руди Валле, киноактёр Микки Руни, с котором она снималась в «Энди Харди», актёр и музыкант Гарри Ритц, а также актёр Роберт Стэк. По словам Стар, первым постоянным, настоящим возлюбленным Дэйн в конце 1940 года стал признанный художник-постановщик Седрик Гиббонс, который был старше её на 20 лет. Речь шла о браке после его развода с Долорес дель Рио, однако в итоге летом 1942 года они расстались.
Некоторое время Дэйн встречалась с режиссёром Анатолем Литваком, после чего познакомилась с Томми Дорси, который был одним из самых известных руководителей оркестров 1940-х годов. По словам Стар, «открытые и не особенно озабоченные тем, что о них думали окружающие, они отлично подходили друг другу. Безумно влюблённые, они поженились в апреле 1943 года, однако их страстный брак был обречён с самого начала». Во время бурной богемной жизни с Дорси Дэйн пристрастилась к алкоголю. В августе 1944 года Дорси попал в заголовки, когда на одной из вечеринок ударил актёра Джона Холла, обвинив его в приставании к своей жене. В результате между мужчинами возникла драка, в которую включились и остальные гости, включая Патрицию. В ходе драки у Холла отсекли кусочек носа ножом, который предположительно находился в руках у Дэйн. Однако после серии исков и встречных исков дело было закрыто, а все взаимные обвинения сняты. В конечном итоге брак Дэйн и Дорси распался в 1946 году, хотя после этого у них и были краткие периоды примирения. Окончательно они развелись в 1947 году.
Уже в 1947 году Дэйн встречалась со страховщиком Арнольдом Каноди, сценаристом Кейси Робинсоном, а также с политиком и флантропом Уинтропом Рокфеллером, а в сентябре 1948 года была помолвлена с крупным канадским бизнесменом Карлом Ларсоном. Однако, по словам Стар, «в этот момент она связалась с отличным, но проблемным актёром Робертом Уокером, и после того, как они были задержаны за вождение в пьяном виде и пытались скрыться от полиции, Ларсон отказался от помолвки. Отношения с Уокером после этого эпизода она также прекратила».
В 1949 году Дэйн встречалась с бродвейским актёром и продюсером Хорасом Шмидлэппом и сценаристом Бобом Лоури. В 1950 году у Дэйн начался роман с Биллом Морроу, который писал сценарии комедий Бинга Кросби. На время она перестала пить и попыталась возобновить карьеру, однако в конце 1954 года они мирно расстались. Начиная, с 1955 года она встречалась с актёром Джоном Ходяком и бизнесменом Маршаллом Шеллхардтом, продюсером Дейвом Сигелендом и руководителем оркестра Питом Рагуло. В 1958 году Дэйн вернулась к старому возлюбленному Бобу Лоури, но их отношения не были долгими.
После несчастного случая на лодке в 1956 году Дэйн не могла работать и жила на страховку, которую унаследовала от Дорси. Не играя и не замужем, в 1960-е годы Дэйн выпала из внимания прессы. После смерти матери она вернулась во Флориду, где работала в местной библиотеке, а затем в суде. Она выпивала и много курила, полностью выпав из поля зрения прессы.

## Смерть
Патриция Дэйн умерла от рака лёгких 5 июня 1995 года в Блаунтстауне, Флорида.

## Фильмография
| Год  |     | Русское название                | Оригинальное название       | Роль                                    |
| ---- | --- | ------------------------------- | --------------------------- | --------------------------------------- |
| 1941 | ф   | Жизнь начинается для Энди Харди | Life Begins for Andy Hardy  | Дженнитт Хикс                           |
| 1941 | ф   | Джонни Игер                     | Johnny Eager                | Гарнет                                  |
| 1941 | ф   | Девушки Зигфилда                | Ziegfeld Girl               | девушка Зигфелда (в титрах не указана)  |
| 1941 | ф   | Я буду тебя ждать               | I'll Wait for You           | блондинка в лифте (в титрах не указана) |
| 1942 | ф   | Убийство на Центральном вокзале | Grand Central Murder        | Майда Кинг                              |
| 1942 | ф   | Где-нибудь я найду тебя         | Somewhere I'll Find You     | Кристалл Макриган                       |
| 1942 | ф   | Северо-западные рейнджеры       | Northwest Rangers           | Джин Эйвери                             |
| 1942 | ф   | Рио-Рита                        | Rio Rita                    | Люсетт Брансвик                         |
| 1942 | кор | Люди                            | Personalities               | (в титрах не указана)                   |
| 1943 | ф   | Я сделал это                    | I Dood It                   | Суретта Брентон                         |
| 1948 | ф   | Джо Палука бьётся как безумный  | Joe Palooka in Fighting Mad | Айрис Марч                              |
| 1948 | ф   | Ты за это?                      | Are You with It?            | Сэлли                                   |
| 1951 | с   | Театр у камина                  | Fireside Theatre            | Лорна Мейсон (1 эпизод)                 |
| 1952 | ф   | Дорога на Бали                  | Road to Bali                | служанка (в титрах не указана)          |
| 1954 | с   | Одинокий волк                   | The Lone Wolf               | Лорна Мейсон (1 эпизод)                 |
| 1956 | ф   | Тем тяжелее падение             | The Harder They Fall        | Ширли (в титрах не указана)             |